# Шевингование
Шевингование (англ. shaving от shave — брить, скоблить) — отделочная обработка боковых поверхностей зубчатых колёс. Шевингование заключается в снятии тонкой стружки шевером. Шевер представляет собой колесо или рейку, зубья у которых прорезаны поперечными канавками для образования режущих кромок. При вращении шевера и обрабатываемого колеса, находящихся в зацеплении, происходит боковое скольжение зубьев по их длине, и кромки канавок на зубьях шевера срезают (соскабливают) тонкую стружку с профилей зубьев колеса.

## История
Шевингование, станки и инструмент для него были изобретены в начале 30-х годов XX века компанией National Broach (США) для использования в массовом производстве в автомобильной промышленности. В СССР применение шевингования для обработки зубчатых колёс началось в 1936 году на Московском автомобильном заводе им. Сталина.